# Haitang
För andra betydelser, se Haitang (olika betydelser).
Haitang är ett stadsdistrikt i Sanya i Hainan-provinsen i sydligaste Kina.